# Tectaria moorei
Tectaria moorei är en ormbunkeart som först beskrevs av William Jackson Hooker, och fick sitt nu gällande namn av Carl Frederik Albert Christensen. Tectaria moorei ingår i släktet Tectaria och familjen Tectariaceae. Inga underarter finns listade.